# Parasympathicomimeticum
Een parasympathicomimeticum is een chemische verbinding die het parasympathisch zenuwstelsel prikkelt. Dergelijke stoffen worden ook cholinergica genoemd omdat het parasympathisch zenuwstelsel acetylcholine als neurotransmitter gebruikt.

## Directe en indirecte werking
Bepaalde parasympathicomimetica werken direct: als agonist van de nicotinerge of muscarinerge acetylcholinereceptoren. Andere werken indirect: bijvoorbeeld door blokkering van het enzym acetylcholinesterase, waardoor de afbraak van acetylcholine wordt verhinderd.

## Effecten
De beïnvloeding van het parasympathisch zenuwstelsel door parasympathicomimetica kan resulteren in het stimuleren van de spijsvertering, de speekselvloed, de productie van tranen, het urineren, de ontlasting en de seksuele opwinding.

## Farmaca[1]
- Met directe werking
  - Choline-esters
    - Acetylcholine
    - Bethanechol
    - Carbachol

  - Plant alkaloïden
    - Nicotine
    - Muscarine
    - Pilocarpine
- Met indirecte werking
  - Reversibele acetylcholinesterase-remmers
    - Carbaryl (insecticide)
    - Donepezil
    - Huperzine A[2]
    - Edrophonium
    - Neostigmine
    - Physostigmine
    - Pyridostigmine
    - Tacrine

  - Irreversibele acetylcholinesterase-remmers
    - Echothiofaat
    - Isoflurofaat
    - Malathion (insecticide)

  - Stoffen die de aanmaak van acetylcholine bevorderen
    - Cisapride
    - Metoclopramide

  - Stoffen die op een andere manier werken
    - Sildenafil (Viagra)

## Niet-farmacologisch gebruik
De parasympathicomimetica sarin en VX kunnen worden gebruikt als chemische wapens. De werking van zenuwgassen op de mens kan echter worden tegengewerkt door het toedienen van stoffen die de doorgang van zenuwimpulsen belemmeren doordat ze met acetylcholine concurreren voor de muscarinerge receptoren van het parasympathische zenuwstelsel. Een bekend voorbeeld van dergelijke anticholinerge stoffen is het plantaardige alkaloïde atropine.
Het niet-dodelijke parasympathicomimeticum traangas wordt ingezet om relschoppers uiteen te drijven. Diazinon is een parasympathicomimeticum dat dienstdoet als insecticide.